# لوشویتس
لوشویتس (به آلمانی: Loschwitz) یک منطقهٔ مسکونی در آلمان است که در درسدن واقع شده‌است. لوشویتس  ۱۹٬۲۷۲ نفر جمعیت دارد.